# Somogycsicsó
Somogycsicsó est un village et une commune du comitat de Somogy en Hongrie.